# Mammilla simiae
Mammilla simiae is een slakkensoort uit de familie van de Naticidae. De wetenschappelijke naam van de soort is voor het eerst geldig gepubliceerd in 1838 door Deshayes.